# Ітатське сільське поселення
Іта́тське сільське поселення (рос. Итатское сельское поселение) — сільське поселення у складі Томського району Томської області Росії.
Адміністративний центр — село Ітатка.
Населення сільського поселення становить 2081 особа (2019; 2199 у 2010, 2428 у 2002).

## Склад
До складу сільського поселення входять:
| Населений пункт        | Населення, осіб (2002) | Населення, осіб (2010) |
| ---------------------- | ---------------------- | ---------------------- |
| Ітатка, село           | 1491                   | 1361                   |
| Каракозово, селище     | 11                     | 2                      |
| Роз'їзд 135 км, селище | 0                      | -                      |
| Роз'їзд 149 км, селище | 0                      | -                      |
| Томське, село          | 701                    | 836                    |
| Чорна Річка, селище    | 182                    | 0                      |
| Южний, селище          | 43                     | 0                      |